# Lavoslav Ružička
Lavoslav Ružička o Leopold Ružičkaa, ForMemRS (1887 -1976) va ser un científic croat-suís, professor universitari i guanyador del Premi Nobel de Química l'any 1939, que va treballar la major part de la seva vida a Suïssa. Va rebre vuit doctorats honoris causa en ciències, medicina i dret, set premis i medalles i va ser membre honorari de vint-i-quatre societats científiques químiques, bioquímiques i altres.

## Biografia
Ružička va néixer a Vukovar, Croàcia, llavors part del regne de Croàcia-Eslovènia, dins de l'Imperi austrohongarès. La seva família d'artesans i agricultors era en la seva majoria d'origen croat, però amb un besavi txec, i una besàvia i un altre besavi austriacs.
Ružička va assistir a l'escola secundària a Osijek. Va canviar la seva idea original de ser sacerdot i va passar a estudiar les disciplines tècniques. La seva elecció va ser per la Química probablement perquè esperava aconseguir treball a la refineria de sucre acabada d'obrir a Osijek.
A causa de la dificultats de la vida quotidiana se'n va anar a estudiar a Technische Hochschule Karlsruhe a Alemanya. Va ser un bon estudiant en les àrees que li agradaven i que pensava que serien necessàries i beneficioses en el seu futur, que va ser la química orgànica. Per això el seu professor de química-física, Fritz Haber (Premi Nobel el 1918), es va oposar al seu grau summa cum laude. No obstant això, en el curs dels seus estudis, Ružička va establir una excel·lent cooperació amb Hermann Staudinger (premi Nobel el 1953). Estudiant al departament de Staudinger, va obtenir el seu grau de doctor l'any 1910. Amb Staudinger, Ružička va anar a l'ETH Eidgenössische Technische Hochschule de Zurich i va ser el seu ajudant impartint classes de química orgànica.

## Recerca científica
Els primers treballs de Ruzicka es van dirigir al camp de la química dels productes naturals, camp en el que va romandre durant tota la seva vida. Va investigar els components del Pyrethrum (Tanacetum cinerariifolium), un insecticida altament valorat que conté piretrines. Va ser així com va entrar en contacte amb la química dels terpens, els olis essencials d'origen vegetal, interessants per a la indústria del perfum. Tenia la intenció d'iniciar una recerca individual i va iniciar una productiva cooperació amb Chuit & Naef Company (més tard coneguda com a Firmenich), a Ginebra.
El 1916-1917, va rebre el suport del fabricant de perfums més antic del món Haarmann & Reimer, d'Holzminden a Alemanya. Amb l'experiència en el camp dels terpens es va convertir en professor el 1918, i l'any 1923 en professor honorari de l'ETH (Eidgenössische Technische Hochschule), així com de la Universitat de Zürich. Aquí, amb un grup dels seus estudiants de doctorat, va demostrar l'estructura i l'existència dels compostos de muscona i algàlia, aromes derivats del cérvol mesquer i el gat d'Algàlia. La síntesi de grans anells de Ruzicka és un mètode de la química orgànica per a la síntesi orgànica d'aquest tipus de compostos.
L'any 1921, els fabricants de perfums de Ginebra Chuit & Naef Company li van proposar una col·laboració més estable. Treballant amb ells va aconseguir la independència financera, però no tan gran com el pla pel que va deixar de Zurich per començar a treballar per a l'empresa Ciba amb seu a Basilea. El 1927, es va fer càrrec de la càtedra de química orgànica a la Universitat d'Utrecht. Però després de tres anys va tornar a Suïssa, amb una indústria química més important.
Un cop a Zurich, a l'ETH va arribar a professor de química orgànica i va començar el període més brillant de la seva carrera professional. Va ampliar l'àmbit de la seva investigació, afegint-hi la química de terpens i esteroides. Després d'aconseguir la síntesi d'hormones sexuals (androsterona i testosterona), el seu laboratori va esdevenir el centre mundial de la química orgànica.
El 1939 va guanyar el premi Nobel de Química juntament amb Adolf Butenandt pels seus treballs amb polimetilé i terpé. El 1940, després del premi, va ser convidat per la Croatian Chemical Association i va pronunciar una conferència en una sala plena de dignataris. El tema de la conferència va ser “From the Dalmatian Insect Powder to Sex Hormones”. El mateix 1940 es va convertir en un membre estranger de la Reial Acadèmia Holandesa d'Arts i Ciències. Durant la Segona Guerra Mundial va perdre alguns dels seus excel·lents col·laboradors, però Ružička va reestructurar el seu laboratori amb nous col·laboradors, persones més joves i prometedores, entre ells el jove científic Vladimir Prelog.
Després de 1950, Ružička va entrar dins el camp de la bioquímica, els problemes de l'evolució i la gènesi de la vida, sobretot a la biogènesi dels terpens. Va publicar la seva hipòtesi, la regla biogenètica de l'isoprè, i ell arriba al zenit de la seva carrera científica.
Ružička es va retirar l'any 1957 deixant el funcionament del laboratori al seu ajudant i futur premi Nobel, Vladimir Prelog.
Ja retirat, Ružička va insistir en una millor organització de la formació acadèmica i el treball científic en la nova Iugoslàvia, i va crear la Societat Suïssa-Iugoslàvia. Ružička va ser acadèmic honorari de l'Acadèmia Iugoslava de Ciències i Arts de Zagreb. A Suïssa, es va crear el premi Ružička per als químics joves que treballin a Suïssa. L'any 1977, en la seva nativa Vukovar, es va inaugurar un museu en el seu honor.
L'any 1976 Ružička va morir a Mammern, Suïssa, un poble al costat del llac Constança